# رئيس الأطباء
رئيس الأطباء أو كبير الأطباء أو الاستشاري الأول هو طبيب في منصب إداري عالٍ في مستشفى أو مؤسسة طبية مشابهة. هذا اللقب هو لقب الطبيب الأقدم في العديد من المؤسسات، ولكن يمكن استخدامه لقبًا للطبيب الأقدم في قسم معين داخل المؤسسة الطبية أيضًا. رئيس الأطباء عمومًا مسؤولٌ عن الأمور الطبية وغالبًا ما يكون رئيسًا للأطباء الآخرين (ومنهم الاستشاريون والأطباء المعالجون)، ولكنه قد يكون مسؤولاً عن مجموعات مهنية أُخَريات أيضًا.